# Дмитрієв Іван Дмитрович
Іван Дмитрович Дмитрієв (22 жовтня 1908, село Псоєдь Гдовського повіту Санкт-Петербурзької губернії, тепер Лузького району Ленінградської області, Російська Федерація — 17 червня 1968, місто Луга, тепер Ленінградської області, Російська Федерація) — радянський державний діяч, голова Ленінградського облвиконкому. 

## Життєпис
Народився в бідній селянській родині. У 1922 році закінчив сільську школу. З 1922 року працював у сільському господарстві та на «відхожих промислах». З 1925 року — на комсомольській роботі.
Член ВКП(б) з 1929 року.
Перебував на відповідальній партійній роботі.
Закінчив заочно історичний факультет Ленінградського державного університету.
З 1939 по березень 1946 року — 1-й секретар Лузького районного комітету ВКП(б) Ленінградської області.
Під час німецько-радянської війни очолював роботи з будівництва оборонних споруд на підступах до Ленінграда в Лузькому районі. З серпня 1941 року і до визволення Луги діяв у німецькому тилу: очолював районний штаб партизанського руху, Лузький партизанський загін, був 1-м секретарем Лузького підпільного районного комітету ВКП(б). З 1942 року — комісар 1-ї, з 27 жовтня 1943 року — комісар 9-ї партизанської бригад, член військової ради 6-ї, 9-ї і 12-ї партизанських бригад Ленінградської області. З лютого 1944 року на посаді 1-го секретаря Лузького районного комітету ВКП(б) організовував роботу з відновлення господарства району, зруйнованого під час війни.
26 березня — 27 серпня 1946 року — секретар Ленінградського обласного комітету ВКП(б) із кадрів.
27 серпня 1946 — грудень 1948 року — 3-й секретар Ленінградського обласного комітету ВКП(б).
У грудні 1948 (офіційно 25 січня 1949) — 3 червня 1950 року — голова виконавчого комітету Ленінградської обласної ради депутатів трудящих.
20 листопада 1950 року заарештований в рамках т. зв. «Ленінградської справи». 18 жовтня 1951 року Військовою колегією Верховного суду СРСР засуджений до 25 років позбавлення волі, утримувався у Владимирській центральній в'язниці. У 1954 році звільнений із ув'язнення. Реабілітований 4 травня 1954 року ухвалою Військової колегії Верховного суду СРСР.
Потім працював начальником Ленінградського обласного управління річкового транспорту, заступником голови виконавчого комітету Ленінградської обласної ради депутатів трудящих.
Помер 17 червня 1968 року в місті Лузі Ленінградської області, похований на міському цвинтарі.

## Нагороди і відзнаки
- орден Леніна
- орден Богдана Хмельницького І ст. (2.04.1944)
- орден Вітчизняної війни І ст.
- орден Трудового Червоного Прапора
- медаль «За оборону Ленінграда»
- медалі